# 舍爾邦月
舍爾邦月（阿拉伯语：‎，羅馬化：Šaʿbān）是伊斯兰历第八個月，該月名字意為「分离月」，上古时阿拉伯人常因寻找水源而在本月分散各地。舍爾邦月是齋月前的最後一個月，所以穆斯林可以據此推斷什麼時候齋月開始。